# Поповача-Пазариська
44°38′ пн. ш. 15°10′ сх. д. / 44.63° пн. ш. 15.17° сх. д.
Поповача-Пазариська (хорв. Popovača Pazariška) — населений пункт у Хорватії, у Лицько-Сенській жупанії у складі міста Госпич.

## Населення
Населення за даними перепису 2011 року становило 93 осіб.
Динаміка чисельності населення поселення:

## Клімат
Середня річна температура становить 7,28 °C, середня максимальна – 20,21 °C, а середня мінімальна – -5,56 °C. Середня річна кількість опадів – 1392 мм.
| Клімат поселення                              | Клімат поселення | Клімат поселення | Клімат поселення | Клімат поселення | Клімат поселення | Клімат поселення | Клімат поселення | Клімат поселення | Клімат поселення | Клімат поселення | Клімат поселення | Клімат поселення | Клімат поселення |
| Показник                                      | Січ.             | Лют.             | Бер.             | Квіт.            | Трав.            | Черв.            | Лип.             | Серп.            | Вер.             | Жовт.            | Лист.            | Груд.            |                  |
| Середній максимум, °C                         | 3,75             | 4,20             | 6,64             | 10,33            | 15,22            | 18,76            | 20,21            | 19,84            | 16,24            | 12,02            | 7,09             | 4,03             |                  |
| Середня температура, °C                       | −0,91            | −0,45            | 1,98             | 5,67             | 10,56            | 14,10            | 16,37            | 16,02            | 12,42            | 8,18             | 3,26             | 0,20             |                  |
| Середній мінімум, °C                          | −5,56            | −5,1             | −2,68            | 1,02             | 5,90             | 9,44             | 12,55            | 12,18            | 8,58             | 4,35             | −0,57            | −3,64            |                  |
| Норма опадів, мм                              | 103              | 103              | 103              | 116              | 102              | 101              | 62               | 86               | 135              | 157              | 179              | 145              |                  |
| Середньомісячна швидкість вітру, м/с          | 3.56             | 3.67             | 3.67             | 3.42             | 3.10             | 2.87             | 2.81             | 2.73             | 3.05             | 3.36             | 3.81             | 3.92             |                  |
| Середньомісячна сонячна радіація, кДж/м²·день | 4695             | 7400             | 10815            | 15221            | 19237            | 21082            | 22892            | 19644            | 14479            | 9431             | 5050             | 3883             |                  |
| --------------------------------------------- | ---------------- | ---------------- | ---------------- | ---------------- | ---------------- | ---------------- | ---------------- | ---------------- | ---------------- | ---------------- | ---------------- | ---------------- | ---------------- |
| Джерело:                                      |                  |                  |                  |                  |                  |                  |                  |                  |                  |                  |                  |                  |                  |